# One Less Lonely Girl
"One Less Lonely Girl" é uma canção gravada pelo cantor e compositor canadense Justin Bieber. A faixa foi escrita e produzida pelo mentor de Bieber, Usher, em parceria com Michael Richards, Balewa Muhammad, dos The Clutch, Sean Hamilton e Dean. Foi lançado exclusivamente no iTunes como segundo single de seu primeiro EP, My World, em 6 de outubro de 2009, e mais tarde em outros locais de distribuição e nas rádios.
A canção foi bem recebida, com os críticos elogiando sua liberação e comparando-a a baladas pop e R&B de Chris Brown e Beyoncé. Alcançou as melhores posições de um single de Bieber nos Estados Unidos e Canadá até então, dezesseis e dez, respectivamente. Também desempenhou-se nas tabelas musicais da Austrália, Reino Unido, Bélgica, Alemanha e Áustria.

## Crítica profissional
"O discurso de campanha é difícil de resisitir, principalmente quando configurado para um arranjo que segue a linhagem da balada, como "With You" de Chris Brown e "Irreplaceable" de Beyoncé. Embora a letra seja genérica, a voz suave de Justin está em certo ponto, que sua boa batida mistura fácil com a música."

—Crystal Bell avaliando a música.
Crystal Bell da Billboard, deu a música uma revisão geralmente positiva afirmando que "nesta música, ele fez tanto quanto ele fez em seu primeiro single, "One Time", Bieber constitui um forte argumento para que ele seja o novo galã do pop: "Eu vou te colocar em primeiro lugar/Eu vou te mostrar seu valor/Se você me deixar dentro do seu mundo," ele canta. Jon Caramanica do The New York Times disse que a música é como outra faixa do álbum, "Down to Earth", "simples, bonita e sincera". Andy Kellman, do Allmusic, listou a canção como uma das mais recomendadas do álbum.

## Desempenho nas paradas musicais
Nos Estados Unidos, o single teve 113 mil downloads em sua primeiro semana, impulsionando-o para a estreia na décima sexta posição da Billboard Hot 100. Bieber marcou a segunda maior estreia da semana, sendo superado apenas por "3" de Britney Spears. Devido ao impacto do rádio mainstream no EUA, a canção entrou no posto de número trinta e seis no Billboard pop songs em 12 de dezembro de 2009, e também re-entrou no Hot 100 na posição sessenta e nove. Caiu na próxima semana no Hot 100, mas subiu para trinta e dois no Pop Songs, e subiu novamente para vite e seis na semana seguinte. O single alcançou a colocação vigésima primeira na parada pop. Devido ao aumento das vendas do My World, em 9 de janeiro de 2010, a canção subiu trinta posições saindo do sessenta para o trinta no Hot 100. A partir de fevereiro de 2011, a faixa já tinha sido vendido 1 025 000 vezes. A obra alcançou o número dez no Canadian Hot 100 em 24 de outubro de 2009.
Na Áustria, estreou no posto cinquenta e quatro, e permaneceu por quatro semanas na parada. Entrou na Bélgica no número vinte e cinco, e permaneceu durante duas semanas. Na Alemanha, estreou na posição vinte e dois onde permaneceu por oito semanas. A canção também atingiu a posição oitenta e dois na Austrália e sessenta e dois no Reino Unido.

## Vídeo musical

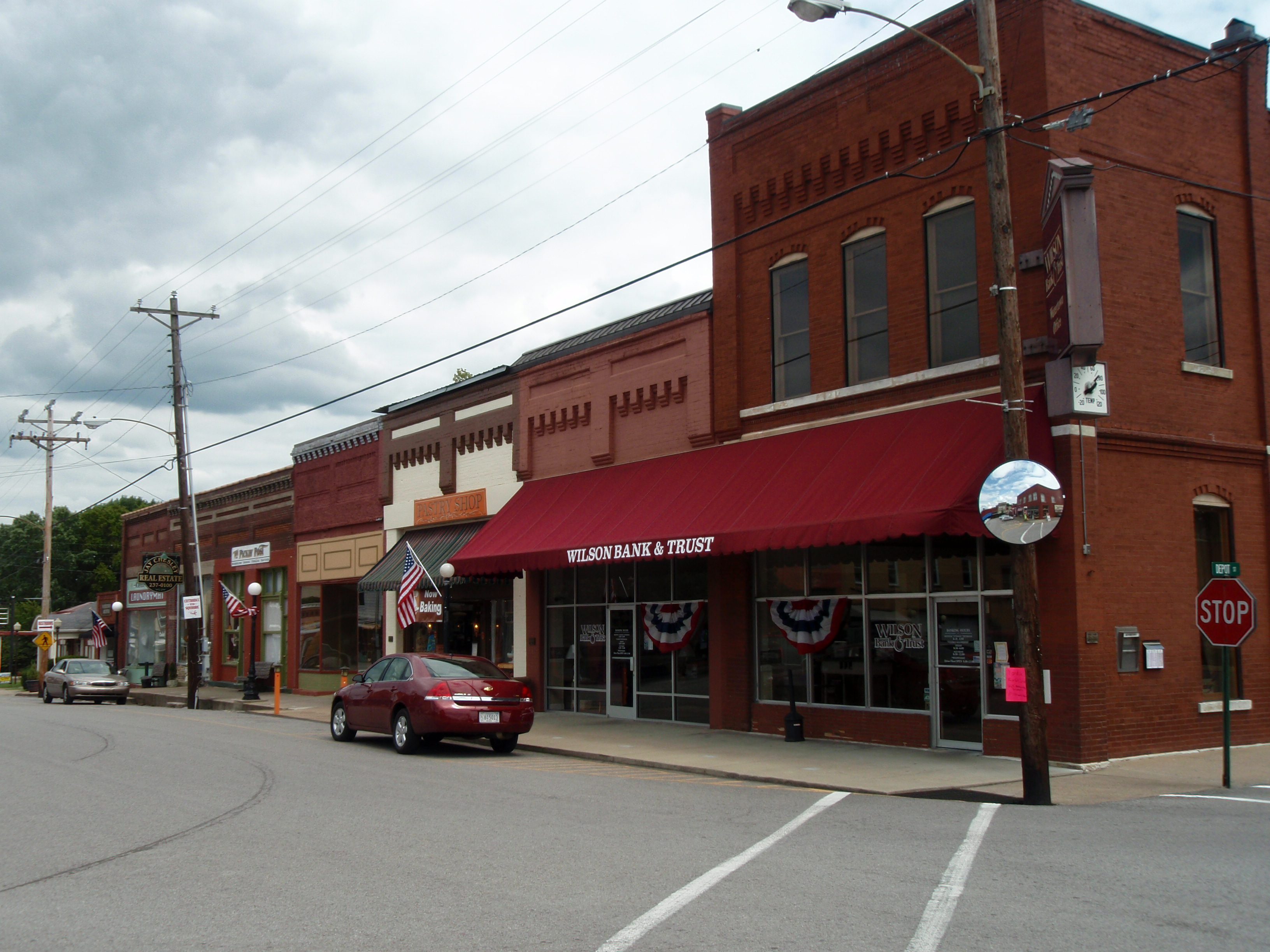
O vídeo de "One Less Lonely Girl" foi filmado em Watertown, Tennessee.

Em 7 de outubro de 2009, em entrevista exclusiva para a MTV News, Justin confirmou que um vídeo musical da canção foi gravado em Watertown, Tennessee. Foi dirigido por Roman White, que dirigiu o videoclipe de "You Belong With Me", de Taylor Swift. O vídeo estreou no perezhilton.com em 9 de outubro de 2009, e foi liberado no iTunes três dias depois. Mais tarde, ele estreou em 19 de outubro de 2009 no YouTube. A mãe de Bieber, Pattie Mallette, fez uma participação no vídeo, onde aparece sentada em uma mesa perto de uma flor. Enquanto filmavam o vídeo da música, Bieber brincou dizendo:
| “ | É como a maior cidade que eu já estive! É realmente pequena, bonita. Todo mundo conhece todo mundo, provavelmente, eu acho. | ” |

Fotografias promocionais ganharam lugares por toda a cidade dias antes do fim das gravações, incluindo fotografias de Justin segurando cartazes. O vídeo foi o primeiro a apresentar Bieber usando suas placas de identificação. Nos bastidores das gravações, Justin disse que uma fã que lhe deu, e que pertenciam a um de seus amigos que morreram em uma guerra. Bieber declarou: "Eu uso porque acho legal, é tipo uma forma de se manter a pessoa na memória." O conceito básico do vídeo é a meta de Bieber para conquistar o coração de uma garota depois de colocar pistas por toda a cidade. O diretor, Roman White disse:
| “ | É bem romântico, tudo acontece em uma lavanderia... Alí se mostra tudo o que é preciso para se conquistar uma garota. | ” |

No vídeo musical, Justin é atraído por uma garota que ele vê todos os dias em uma lavanderia. Nas cenas de abertura, Bieber usa um casaco verde com um capuz, semelhante ao cinza que usou no videoclipe de "One Time", junto com uma camiseta roxa. Um dia, enquanto Justin está ajustando sua guitarra, a garota interpretada por Grace Marie, deixa um lenço cair no chão e Justin o pega. Na cena da lavanderia, Bieber usa um roxo misturado com azul e laranja e camisa de colarinho com um roxo escuro. No dia seguinte, a garota volta a lavanderia, mas ele não está lá; no entanto, ela encontra uma mensagem deixada por ele dizendo que ele encontrou seu lenço. Ele a leva em uma caça pelo lenço, fixando cartazes com fotos dele em situações como comprando chocolates e ao lado de filhotes de cachorro, com setas apontando para onde ela devia ir. No fim do vídeo, Justin usa uma camisa branca de colarinho, eles finalmente se encontram em uma sala repleta por velas, e os dois têm uma dança.
A MTV disse que o vídeo parecia um "achados e perdidos pelo lenço que leva um pouco do amor jovem," e dá crédito para Bieber como uma nova sensação, afirmando que "a definição "Uma Garota Solitária A Menos" parece ser a nova sensação dos Estados Unidos." A AOL chamou o vídeo de uma "caça ao tesouro" e elogiou a cena dos filhotes de cachorros dizendo: "Então, como se o vídeo não pudesse ficar mais bonito ainda, aparecem filhotes de cachorro."

## Linha de produtos
O nome "One Less Lonely Girl" gerou vários produtos na loja oficial de Bieber. Um deles é um lençol da mesma cor da camisa que usava no videoclipe da canção. Em uma das extremidades do lençol está escrito One Less Lonely Girl e na outra extremidade tem uma assinatura de Bieber. Tamar Antai da MTV News disse que o lençol é adorável e ótimo para se ter menos solidão. Outro produto lançado foi uma camisa que tinha estampada a frase "1LessL♥nelyGirl" e uma cor que variava entre o azul. Em dezembro de 2009, Justin se reuniu com o grupo 1-800-Flowers para uma promoção. A empresa saiu com um buquê de flores da marca "One Less Lonely Girl" com um cartão do dia dos namorados que mostrava uma imagem de Justin segurando um coração. As flores podiam ser entregues entre 12 de janeiro e 12 de fevereiro de 2010, antes do Dia dos Namorados. O milésimo cliente a comprar as flores ganharia uma réplica do lençol. Todos os fundos arrecadados foram para a Pencils of Promise, uma instituição de caridade que ajuda a construir escolas em países pouco desenvolvidos. Um concurso também foi feito, o vencedor receberia as flores pelo próprio Bieber ou ganharia um buquê de flores e outros produtos da loja oficial de Justin Bieber.

## Performances ao vivo

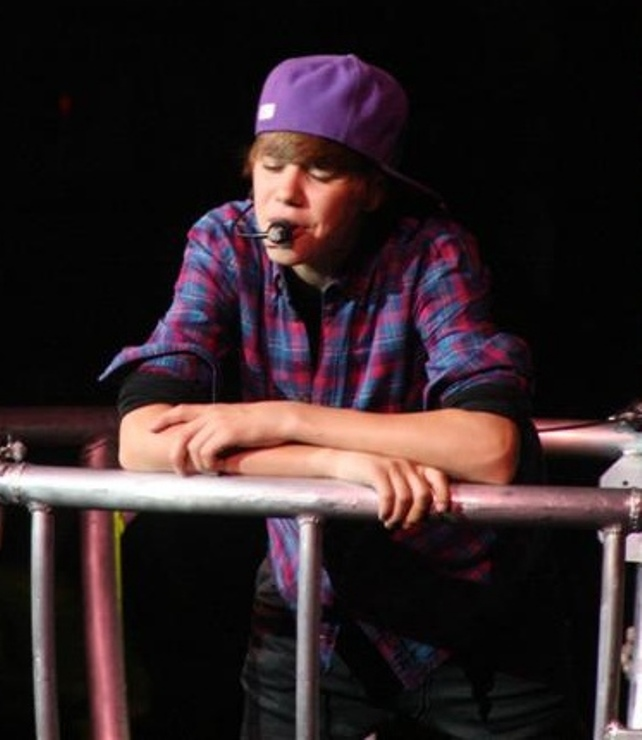
Bieber interpretando a canção em agosto de 2010

Bieber tem realizado versões acústicas de "One Less Lonely Girl" com um estilo musical original. Ele estreou a canção ao fazer uma aparição em seu país natal, Canadá no programa de TV YTV. Justin cantou a música junto com o seu single de estreia, "One Time" em 26 de setembro de 2009. Ele também cantou a versão acústica quando apareceu no It's On with Alexa Chung em 19 de novembro de 2009. Quando executa a música com o fundo musical original, ele convida uma ou duas garotas para irem ao palco com o objetivo de mostrar uma "Garota Solitária" durante a performance da canção.
Em sua estreia no programa de televisão The Today Show, Justin cantou a música juntamente com "One Time" e "Favorite Girl". Ele também fez uma performance do single no The Ellen DeGeneres Show, durante o inverno de 2009, quando se apresentou em vários concertos diferentes. Quando Justin realizou a canção no Q100' Jingle Ball em Atlanta, ele convidou a ex-namorada, Caitlin Beadles, que tinha recentemente se recuperado de um acidente de barco, para ser a "One Less Lonely Girl" da música. Bieber a realizou como uma segunda canção durante a Dick Clark's New Year's Rockin' Eve with Ryan Seacrest, e convidou sua amiga, Selena Gomez,  para interpretar a música junto com ele e também para ser a "Garota Solitária" naquela noite. O desempenho no palco alimentou especulações de haver um relacionamento entre Justin e Selena, mas ambos afirmaram que são apenas amigos. Eventualmente, mais tarde, Bieber e Gomez assumiram um relacionamento.
Juntamente com Rihanna e Timbaland, Justin cantou a música no Super Bowl e no The Early Show como parte da programação do Super Bowl 2010. Ele fez uma performance de "One Less Lonely Girl" juntamente com "Baby" e "Never Let You Go" em ajuda para o Haiti. Como também estava sendo transmitido no Haiti, Bieber fez uma versão em francês da música.

## Créditos de produção
Lista-se abaixo os profissionais envolvidos na elaboração de "One Less Lonely Girl":
- Compositores - Usher, Ezekiel Lewis, Balewa Muhammad, Sean Hamilton, Dean
- Produção - Ezekiel Lewis, Balewa Muhammad, Sena Hamilton, Dean
- Gravação e reprodução sonora - Ezekiel Lewis e Dave Hyman
- Mixer - Jaycen Joshua-Fowler, Dave Pensado, e Giancarlo Lino
- A&R - Steve Owens e Rosalind Harrell

## Paradas musicais
| País/Parada (2009–2010)            | Melhor posição |
| ---------------------------------- | -------------- |
| Austrália - ARIA Charts            | 91             |
| Áustria - Ö3 Austria Top 40        | 54             |
| Bélgica - Ultratop (Flanders)      | 25             |
| Canadá - Canadian Hot 100          | 10             |
| Alemanha - German Singles Chart    | 22             |
| Reino Unido - UK Singles Chart     | 62             |
| Estados Unidos - Billboard Hot 100 | 16             |
| Estados Unidos - Pop Songs         | 21             |

| País           | Associação | Certificação | Vendas     |
| -------------- | ---------- | ------------ | ---------- |
| Estados Unidos | RIAA       | Platina      | 1.000.000+ |

## Histórico de lançamento
"One Less Loneny Girl" foi lançado como single em foramto de download digital a 6 de outubro de 2009 e em 30 de novembro nas rádios Mainstream.
| País           | Data                   | Formato          |
| -------------- | ---------------------- | ---------------- |
| Canadá         | 6 de outubro de 2009   | download digital |
| Reino Unido    | 6 de outubro de 2009   | download digital |
| Estados Unidos | 30 de novembro de 2009 | Mainstream       |